# Lucrezia Marinella
Lucrezia Marinelli, familienaam die ze vervrouwelijkte tot Marinella (Venetië, 1571 – aldaar, 9 oktober 1653) was een Italiaans schrijver en dichter.

## Leven
Lucrezia was een dochter van de arts Giovanni Marinelli, die twee medische verhandelingen over vrouwen had geschreven. Hij was afkomstig uit Modena, maar zijn dochter beschikte over het burgerschap van de Republiek Venetië. Ze kreeg van haar vader, of misschien van haar broers, een gedegen opleiding met een voor haar geslacht ongebruikelijke aandacht voor retorica. 
Op 24-jarige leeftijd debuteerde ze met een religieus epos. Als iemand die lang celibatair bleef zonder voor het kloosterleven te kiezen, was haar reputatie in principe kwetsbaar, maar het teruggetrokken leven dat ze leidde lijkt haar te hebben beschermd. Het nam ook niet weg dat ze intellectuele contacten onderhield. Haar protofeministische boek La nobiltà e l'eccellenza delle donne is geschreven in opdracht van de uitgever Giovanni Battista Ciotti en opgedragen aan de letterkundige Lucio Scarano.
In 1607 trouwde ze met de arts Girolomo Vacca, met wie ze een zoon Antonio en een dochter Paulina kreeg. De bruidschat van 3500 dukaten geeft aan dat ze welstellend was. Maar na dit late huwelijk stokte haar literaire productie, tot in 1624 weer nieuw werk verscheen. Ze ging door tot op hoge leeftijd en ook geruime tijd na haar dood bleef werk van haar in druk.

## Werk
Marinella schreef lyrische werken met mythologische, epische en hagiografische inslag. Ze wordt gerekend tot de renaissance, maar produceerde veel devotionele literatuur die kaderde in de Contrareformatie.
Voorts nam ze deel aan de Querelle des femmes, het Europese debat over de positie van de vrouw. Als reactie op het misogyne werk Dei donnechi difetti (1599) van Giuseppe Passi,  schreef zij La nobiltà e l'eccellenza delle donne con difetti e manchamenti dei uomini (1600). Deze polemische prozatekst viel uiteen in twee delen, respectievelijk gewijd aan de voortreffelijkheid van de vrouwen en de gebreken van de mannen. Hij toonde Marinella's eruditie door talrijke citaten van klassieke, middeleeuwse en moderne auteurs. Ze meende dat mannen en vrouwen een verschillende natuur hadden en beargumenteerde de rationele en morele superioriteit van vrouwen. Als deze zich niet ten volle kon ontplooiien, was dat te wijten aan onderdrukking en uitsluiting uit het openbare leven.
Met een heldendicht over de verovering van Constantinopel door Enrico Dandolo wilde ze aantonen dat dit als mannelijk beschouwde genre perfect door vrouwen kon worden beoefend.
Tegen het einde van haar leven schreef ze een tweede werk over vrouwen, dat haar eerdere posities op veel vlakken tegensprak. Er is gesuggereerd dat dit misschien ook een retorisch spel met tegenstellingen inhield.

## Publicaties

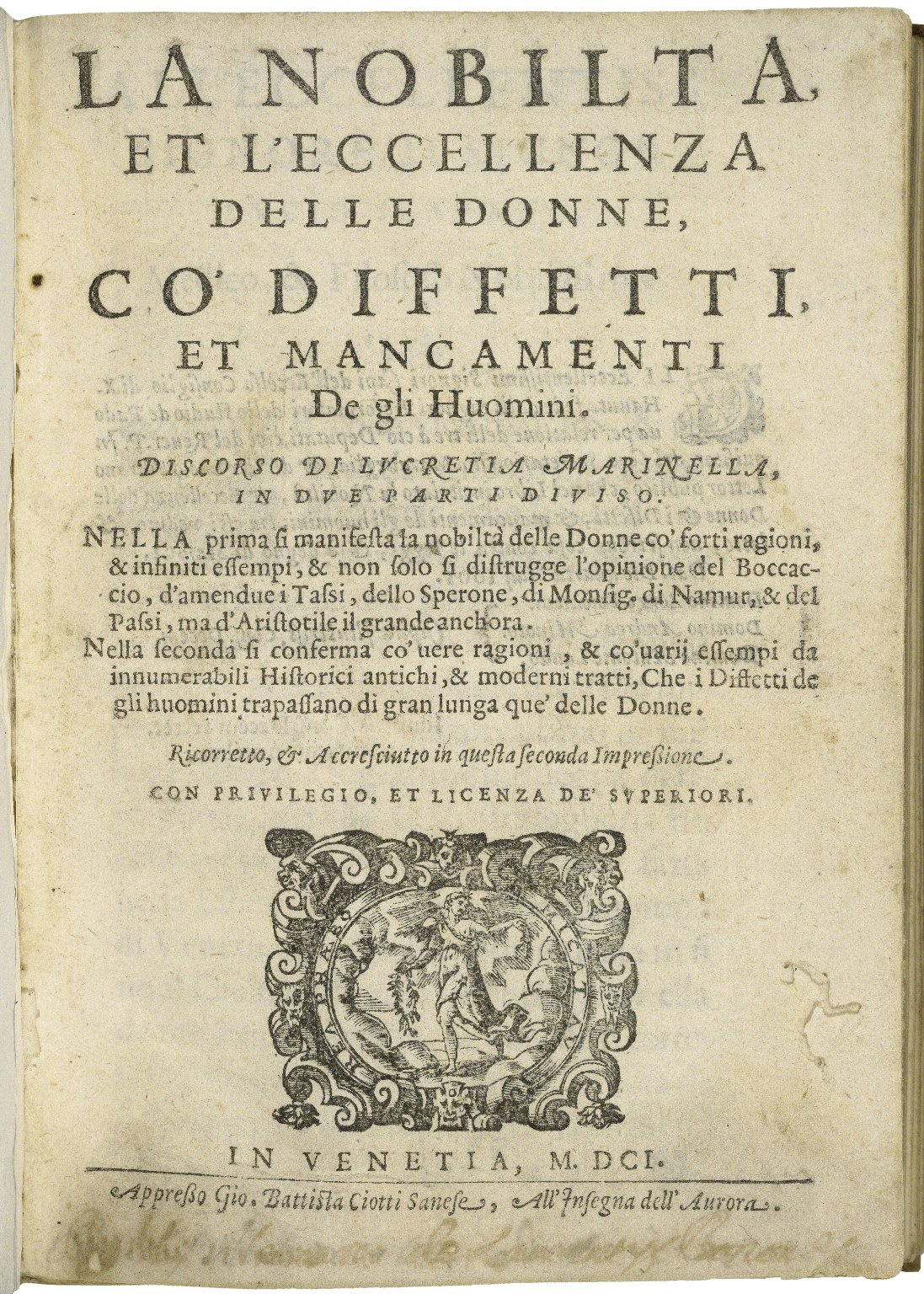
Titelblad van de tweede druk van La nobiltà e l'eccellenza delle donne e i difetti e mancamenti degli uomini

- La colomba sacra, poema eroico, 1595
- Vita del serafico e glorioso S. Francesco, 1597 (herdrukt 1606)
- Amore innamorato et impazzato, poema in 8/a rima, 1598 (herdrukt 1618)
- La nobiltà e l'eccellenza delle donne e i difetti e mancamenti degli uomini, Venezia, 1600 (herzien 1601, herdrukt 1621)
- La vita di Maria Vergine Imperatrice dell'universo, in 8/a rima, 1602 (herdrukt 1617)
- Rime sacre, 1603
- Arcadia felice, 1605
- Argomente ed Allegorie, in: Luigi Tansillo, Le lagrime di San Pietro, 1606
- Vita di Santa Giustina, 1606
- Dei gesti eroici e della vita religiosa della serafica Caterina da Siena, 1624
- Lettera, in: Cristoforo Bronzino, Dialogo della dignità e nobiltà delle donne, 1624
- L'Enrico, ovvero Bisanzio acquistato, 1635
- Le vittorie di Francesco il serafico. Li passi gloriosi della diva Chiara, 1643
- Essortationi alle donne et a gli altri se a loro saranno a grado di Lucretia Marinella, 1645
- Holocausto d'amore della vergine Santa Giustina, 1648

## Uitgaven en vertalingen
- Valeria Ferrari Schiefer, "Lucretia Marinella (1571-1653). Die Schönheit der Frau, Abglanz des Göttlichen. Drei ihrer philosophisch-theologischen und frauenbezogenen Schriften" in: Elisabeth Gössmann (red.), Eva Gottes Meisterwerk, 2000, p. 45-113
- The Nobility and Excellence of Women, and the Defects and Vices of Men, vert. Anne Dunhill, 2000
- Enrico, or, Byzantium Conquered. A Heroic Poem, vert. Maria Galli Stampino, 2009
- Exhortations to Women and to Others If They Please, vert. L. Benedetti, 2012

## Voetnoten
1. ↑  Patricia H. Labalme, Venetian Women on Women: Three Early Modern Feminists in Saints, Women and Humanists in Renaissance Venice, 2023
2. 1 2 3  Lucrezia Marinella, Stanford Encyclopedia of Philosophy (bezocht 26 januari 2025)
3. 1 2  Maria Galli Stampino, "A singular Venetian Epic Poem" in: Enrico, or, Byzantium Conquered. A Heroic Poem, 2009, p. 6
4. ↑  Patricia H. Labalme, Venetian Women on Women: Three Early Modern Feminists in Saints, Women and Humanists in Renaissance Venice, 2023
5. ↑  Maria Galli Stampino, "A singular Venetian Epic Poem" in: Enrico, or, Byzantium Conquered. A Heroic Poem, 2009, p. 9-10

- Biblioteca Nacional de España: XX1685460
- Bibliothèque nationale de France: cb137427183 (data)
- Catàleg d'autoritats de noms i títols de Catalunya: 981060409252206706
- Gemeinsame Normdatei: 121460460
- International Standard Name Identifier: 0000 0001 2283 3212
- Library of Congress Control Number: n80007970
- Nationale Bibliotheek van Tsjechië: xx0196471
- Nationale Bibliotheek van Israël: 987007265059805171
- Nederlandse Thesaurus van Auteursnamen: 241078180
- Istituto Centrale per il Catalogo Unico: UBOV390463
- LIBRIS: 347453
- Système universitaire de documentation: 066899524
- Virtual International Authority File: 98034230
- WorldCat: E39PBJyCJpKtm8C89FHqbcFVG3